# Service D
Service D was een Belgische verzetsgroepering tijdens de Tweede Wereldoorlog, actief in de provincies Luik, Limburg en Luxemburg.
De verzetsgroep voerde vooral psychologische oorlogsvoering; discreet maar wel belangrijk tijdens de bezetting. De vier facetten van haar activiteiten gaven de betekenis van de 'D':
1. Strijd tegen het defaitisme
2. Dépistage (doorlichting)
3. Dénonciation (aanklacht)
4. Demoralisering

## Geschiedenis
Service D werd in juli 1940 opgericht door Joseph Joset. In 1941 ontmoette hij Albert Nivette en specialiseerde de groep zich in het onderscheppen van arrestatiebrieven van de Duitse bezetter aan de politie en het waarschuwen van de bedreigde personen. Dit was mogelijk doordat een aantal leden werkten op de postkantoren bij de postbestelling en er was zelfs een lid werkzaam als telefonist op het hoofdkwartier van de Gestapo. De verzetsgroep probeerde ook de informanten te identificeren. De groep organiseerde een verscheidenheid aan acties met de bedoeling de vijandelijke bezetter te demoraliseren. Een deelgroep Équipe Z hield zich vooral bezig met sabotagedaden.
Tussen april en mei 1944 werden 80 leden van de groep gearresteerd, onder wie de meeste van de leiders zoals Albert Nivette en Matthieu Stiennon. Joset kon ontsnappen en werd ondanks een prijs van 1 miljoen frank op zijn hoofd nooit gearresteerd.